# Ford Madox Brown
Ford Madox Brown (Calais, 16 aprile 1821 – Londra, 6 ottobre 1893) è stato un pittore inglese.
Sebbene non facesse ufficialmente parte della confraternita dei Preraffaeliti, Brown fu colui che, facendo conoscere l'arte dei Puristi e dei Nazareni, influì in modo significativo nello stile del gruppo.

## Biografia
Ford Madox Brown nacque a Calais il 16 aprile 1821 da Ford Brown, commissario di bordo, e da Caroline Madox, di un'antica famiglia del Kent. Sposò prima Elizabeth Bromley, cugina per parte di madre, da cui ebbe Lucy nel 1843. Dopo la morte della prima moglie per tubercolosi avvenuta nel 1846, dalla sua modella Emma Hill ebbe Catherine che diventerà artista come la sorellastra e come prometteva di diventare anche l'altro fratello Oliver morto prematuramente.
Studiò in diverse città europee quali Gand, Bruges e all'Accademia di Anversa. 

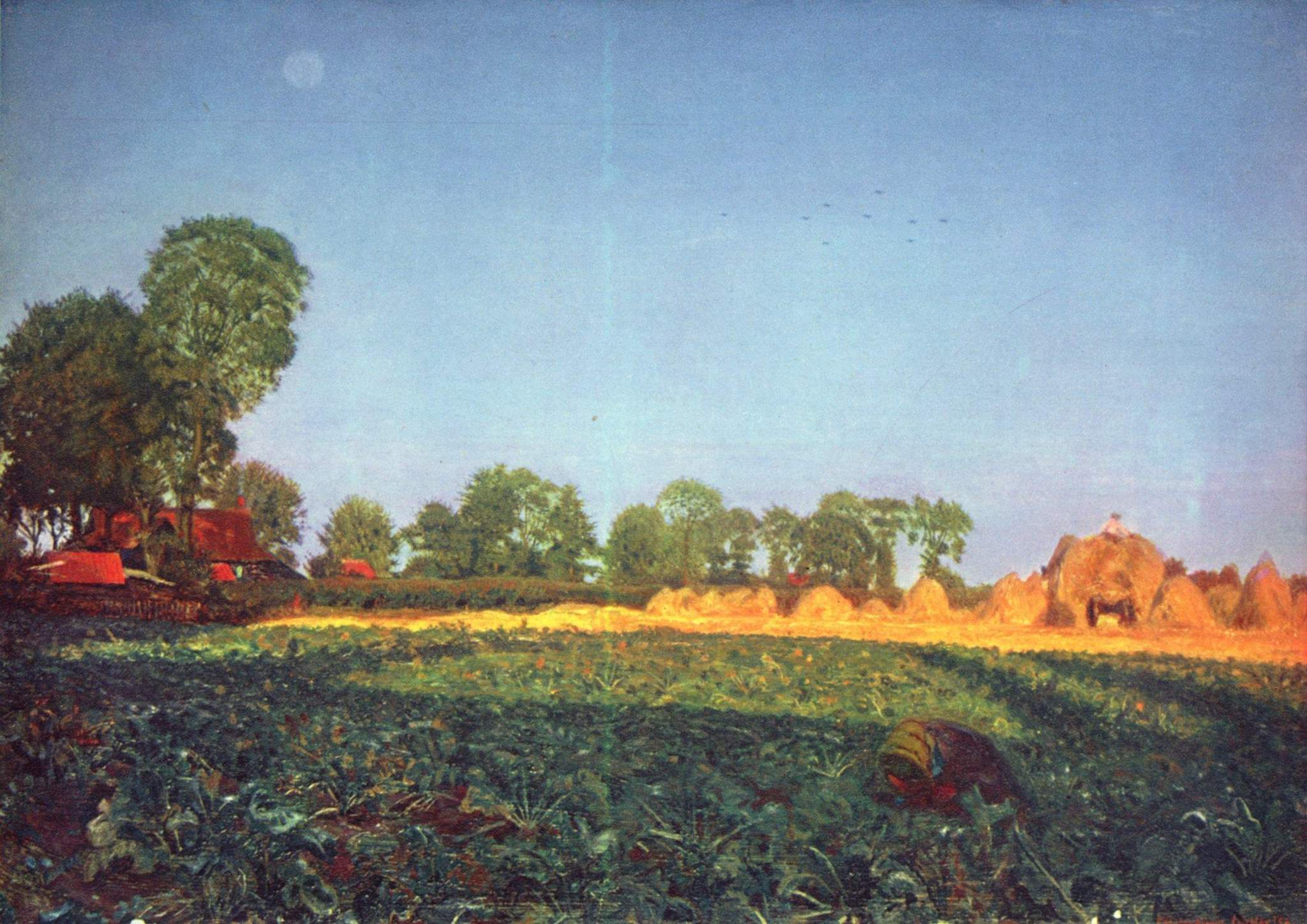
Il raccolto del grano (1854)

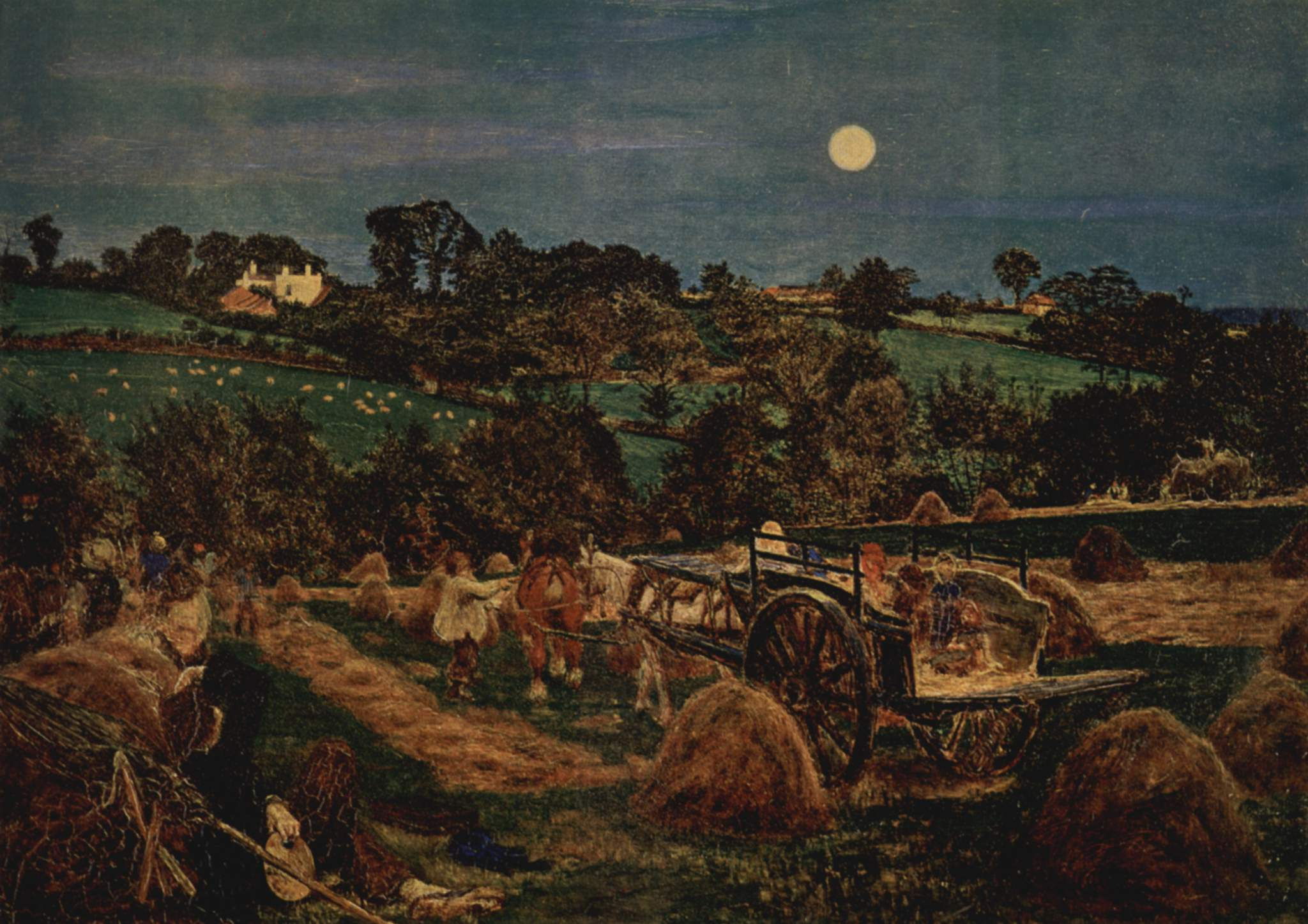
Il fieno (1855)

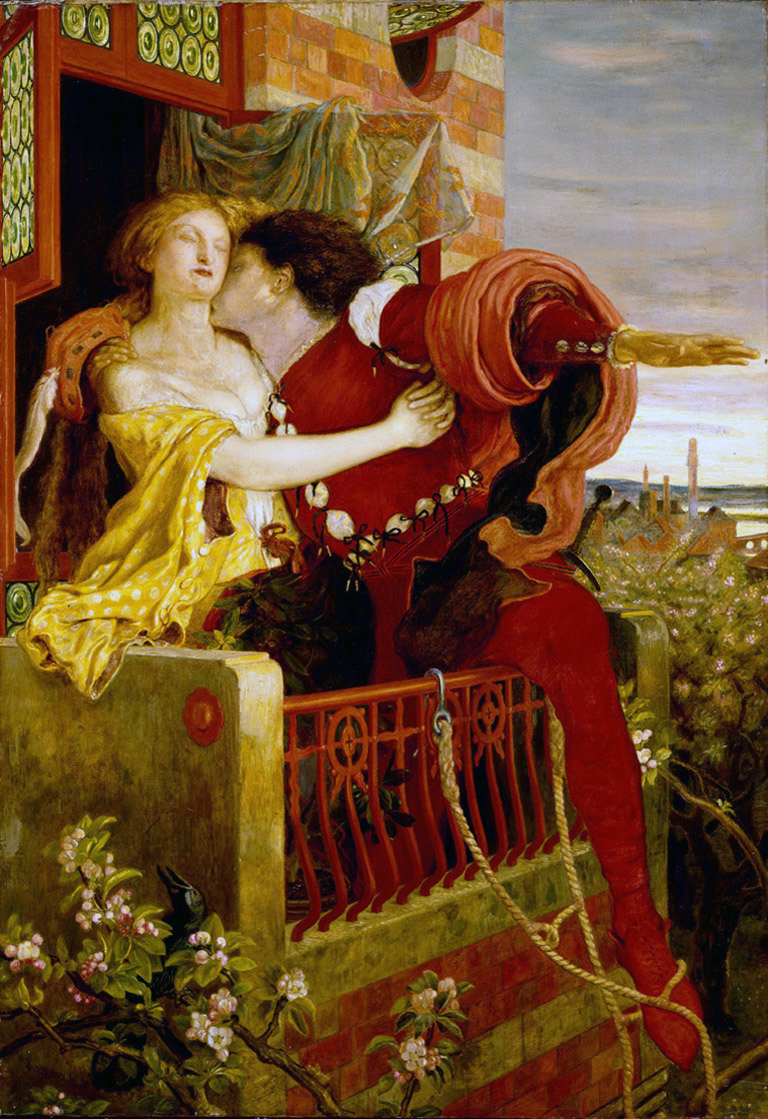
Romeo e Giulietta

Cominciò a studiare disegno e a viaggiare in Europa quando era ancora molto giovane.
Nel 1840 visitò Parigi, rimanendo particolarmente colpito dalle opere di Eugène Delacroix e di Paul Delaroche. Nel 1844 partecipò a Londra alla gara per la decorazione del palazzo del Parlamento; nel 1845 a Roma incontrò alcuni pittori cosiddetti nazareni, cioè facenti parte di un gruppo di artisti che propugnavano un ritorno alla pittura del Quattrocento italiano, da loro considerata il massimo esempio di grandiosità e purismo.
Quest'incontro spinse l'attenzione di Brown verso gli effetti naturali della luce e verso la limpidezza del colore sia in composizioni calme e pacate che in opere drammatiche basate su fatti reali e contemporanei.
Tornato in Inghilterra, conobbe Dante Gabriel Rossetti, il quale lo presentò al gruppo dei pittori preraffaelliti, con i quali entrò in stretti rapporti.
Brown non fu mai un vero membro di questo gruppo, anche se spesso viene associato a loro per il suo interesse alla pittura dei primitivi, in particolare dei fiamminghi Jan Van Eyck e Hans Memling, e per la costante opposizione al classicismo accademico.
Inizialmente, il suo rifiuto per il freddo classicismo allora imperante fu compreso ed apprezzato solo da alcuni giovani artisti, come i Preraffaelliti, ma non dalla maggioranza dei critici del tempo.
Per molto tempo le sue opere furono rifiutate dalle esposizioni e dalle gallerie più importanti e dovettero passare molti anni prima che Brown diventasse un artista apprezzato.
Brown morì a Londra il 6 ottobre 1893 all'età di 72 anni.

## Attività artistica

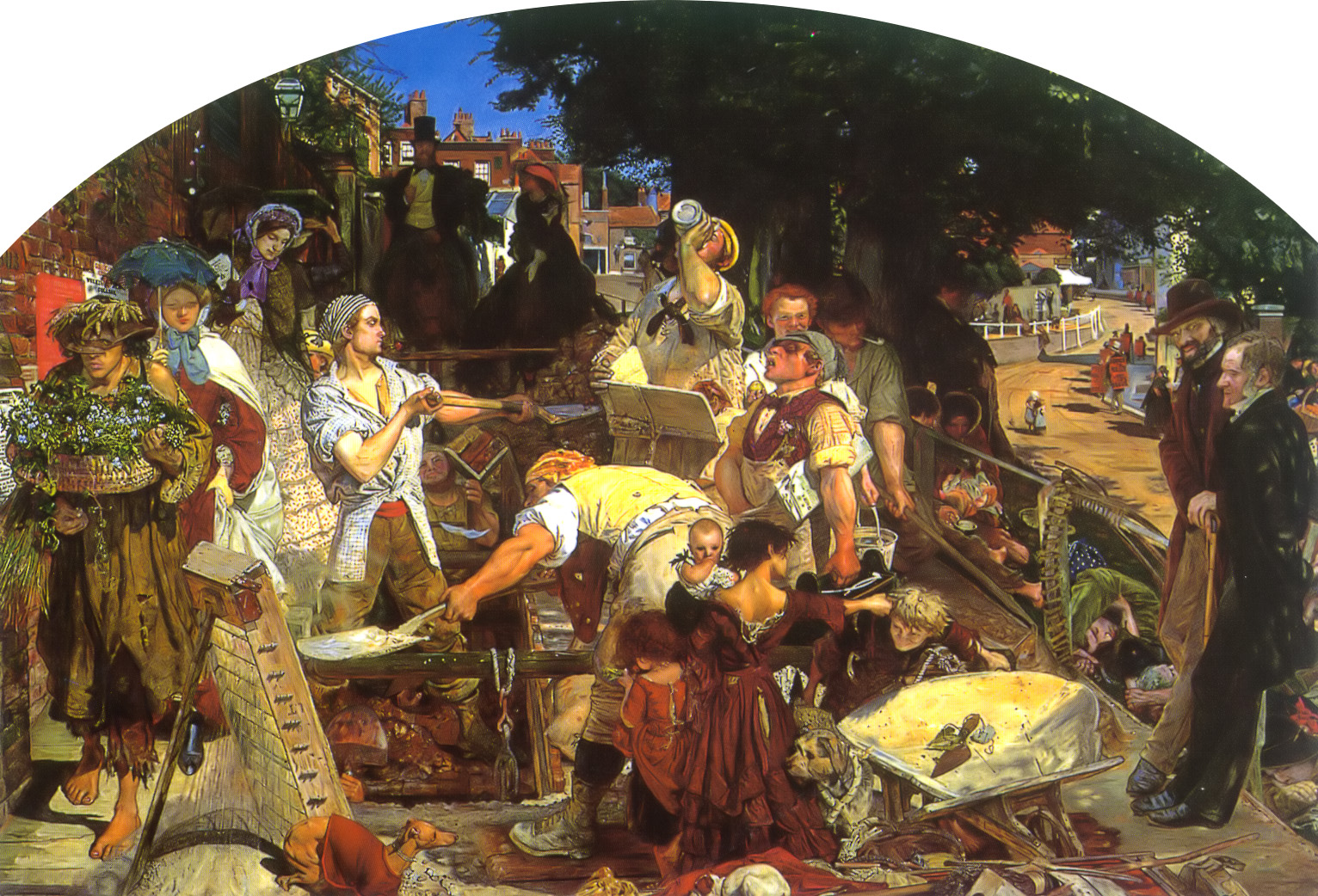
Work (1852–63)

Le opere di Brown trattano solitamente soggetti morali e storici, mescolando dramma e allegoria in uno stile caratteristicamente grafico spesso ispirato a William Hogarth: questo fa di Brown un pittore complesso e talvolta artificioso.
Una delle sue creazioni più famose è L'ultimo sguardo all'Inghilterra, del 1855, che ritrae una coppia di emigranti su una nave; per quest'opera Brown si ispirò alla partenza per l'Australia dello scultore Thomas Woolner.
Il dipinto è caratterizzato da linee energiche, tipiche di quasi tutte le opere di Brown, che enfatizzano dettagli apparentemente banali, come i cibi appesi su un lato della nave.
Per molti critici il lavoro più importante di Brown è Lavoro, del 1865, in cui si cerca di ritrarre la totalità dell'esperienza sociale del periodo vittoriano in una singola immagine.
L'opera è ricca di dettagli e di personaggi: ognuno di essi rappresenta una particolare classe sociale e un preciso ruolo della società inglese del periodo; sono anni di forte trasformazione, in cui il moderno ambiente urbano sta sostituendo la tranquilla vita di campagna del passato.
Questo concetto è magistralmente espresso dagli sterratori che stanno facendo un buco nella strada: simbolicamente, vengono rotte le vecchie gerarchie del tessuto sociale.
Negli anni successivi Brown eseguì un ciclo di affreschi nel municipio di Manchester, che descrivono la storia della città attraverso una visione parzialmente ironica e sottilmente satirica.